# Cheng Xiaoni
Cheng Xiaoni (chiń. 程晓妮; ur. 5 stycznia 1982 w Liaoning) – chińska biathlonistka, brązowa medalistka mistrzostw świata juniorów w sztafecie.

## Osiągnięcia

### Mistrzostwa Świata
| 2001 Pokljuka (Słowenia) | 45. miejsce (15 km), 32. miejsce (7,5 km), 38. miejsce (10 km), 10. miejsce (4 * 7,5 km) |
| 2004 Oberhof (Niemcy)    | 11. miejsce (4 * 7,5 km)                                                                 |